# Никольское (Бабаевский район)
Никольское — деревня в Бабаевском районе Вологодской области.
Входит в состав Санинского сельского поселения (с 1 января 2006 года по 13 апреля 2009 года входила в Волковское сельское поселение), с точки зрения административно-территориального деления — в Волковский сельсовет.
Расположена на правом берегу реки Колпца. Расстояние до районного центра Бабаево по автодороге — 48 км, до центра муниципального образования деревни Санинская по прямой — 13 км. Ближайшие населённые пункты — Александровская, Давыдовка, Слатинская.
По переписи 2002 года население — 27 человек (14 мужчин, 13 женщин). Всё население — русские.